# Partido de Campeonato de la NFL de 1967
«The Ice Bowl» redirige aquí.
El Partido de Campeonato de la NFL de 1967 entre los Green Bay Packers y los Dallas Cowboys fue el 35º partido de campeonato en la historia de la NFL. Conocido de forma popular como el Tazón del Hielo, o Ice Bowl, es ampliamente considerado como uno de los mejores partidos de la historia de la NFL, debido en parte a las condiciones tan hostiles en las que fue jugado, la importancia del partido, la rivalidad entre los dos equipos, y la dramática conclusión del mismo.

## Antecedentes y condiciones de juego
El partido de 1967, jugado el 31 de diciembre en el Lambeau Field en Green Bay, Wisconsin, aún permanece como el juego más frío de la NFL en términos de la temperatura del aire (el partido más frío en términos del factor del viento fue el Freezer Bowl). La temperatura a la hora del partido era de −13 °F/−25 °C, mientras que con el factor del viento se sentía una temperatura de −48 °F/−44 °C. Utilizando el nuevo índice de factor de viento aplicado a partir de 2001, el factor de viento era de −36 °F. El frío glacial sobrepasó al (entonces) nuevo sistema de calentamiento del césped del campo de juego del Lambeau, dejando la superficie de juego dura como una piedra y casi tan lisa como el hielo, aunque se especula que el entrenador de Green Bay Vince Lombardi ordenó que lo apagaran.[cita requerida] Los árbitros no pudieron usar sus silbatos después de la patada de inicio, ya que al árbitro principal al usar el silbato para finalizar esa jugada se le congeló en sus labios. Por el resto del partido, los árbitros usaron sus voces para marcar faltas, terminar jugadas, etcétera.
Muchos jugadores, incluyendo al tackle defensivo Jethro Pugh de Dallas y el quarterback de Green Bay Bart Starr, reclamaron durante largo tiempo los efectos del congelamiento que tuvo lugar ese día. El quarterback de Dallas Don Meredith contrajo neumonía después del juego y fue hospitalizado al regresar a Texas. Sumándose a los efectos del clima, Starr absorbió mucho castigo de los jugadores de Dallas a lo largo del juego: fue capturado en ocho ocasiones.
La banda de guerra de la Universidad de Wisconsin-La Crosse se suponía que actuaría en los espectáculos previos al juego y para el medio tiempo. Sin embargo, durante los calentamientos en el brutal frío, los instrumentos de viento hechos de madera se congelaron y no se pudieron usar; las boquillas metálicas de los instrumentos de viento se pegaron a los labios de los miembros de la banda, y siete miembros de la misma fueron transportados a hospitales locales por sufrir de hipotermia. La actuación de la banda fue cancelada. La temperatura era tan fría, que se dice también que un espectador murió debido a la exposición al frío.[cita requerida]
El juego fue televisado por CBS, siendo los comentaristas Ray Scott, Jack Buck y Frank Gifford. No se conoce de una copia completa de la transmisión del juego, aunque algunos extractos fueron salvados y se transmiten ocasonalmente en reportajes retrospectivos. El audio de la transmisión de radio del Ice Bowl aún existe, ya que Bill Mercer la reprodujo en sus clases de transmisiones deportivas en más de una ocasión en la Universidad del Norte de Texas.
Frank Gifford comentó durante la transmisión: "Voy a morder mi café".

## El juego
Los Packers tomaron una ventaja temprana de 14-0 gracias a dos pases de anotación de Bart Starr a Boyd Dowler, pero Green Bay cometió dos costosas perdidas de balón en el 2º cuarto que llevó a Dallas a anotar 10 puntos.  Primero, Starr perdió un fumble al ser capturado por el liniero de Dallas Willie Townes; el defensive end de Dallas George Andrie recuperó el balón y lo devolvió 7 yardas para un touchdown, acortando la ventaja a la mitad. Entonces, con el tiempo casi agotado en el 2º cuarto, el safety de Green Bay Willie Wood soltó el balón después de que Dallas tuvo que despejar y él pidiera una recepción libre, y el defensive back novato de Dallas Phil Clark recuperó el balón en la yarda 17 de Green Bay. Los Packers pudieron evitar que llegaran a la  zona de anotación, pero el kicker Danny Villanueva convirtió un gol de campo de 21 yardas para acortar aún más la ventaja de Green Bay a 14-10 al llegar al medio tiempo.
Ninguno de los dos equipos pudo anotar en el 3° cuarto, pero en la primera jugada del 4º cuarto, los Cowboys tomaron la ventaja por 17-14 cuando el running back Dan Reeves lanzó un pase de anotación de 50 yardas dirigido a Lance Rentzel en una jugada llamada halfback option play.  Más tarde, Green Bay avanzó hasta colocarse en un buen rango para intentar un gol de campo y empatar el juego, pero el pateador Don Chandler falló el intento de gol de campo de 40 yardas.
Comenzando en su propia yarda 32, con solo 4:54 minutos para terminar el partido, Starr llevó a su equipo hacia el campo de Texas  con tres pases claves: un pase de 13 yardas a Dowler, otro de 12 yardas a Donny Anderson, y uno más a Chuck Mercein. Entonces, Mercein corrió 8 yardas para obtener un primero y diez en la yarda 3. Dos veces Anderson intentó correr con el balón dentro de la zona de anotación, pero en ambas ocasiones fue detenido en la yarda 1, la segunda ocasión después de que resbalara en la superficie helada del campo de juego.
En la tercera oportunidad para anotar, Starr pidió el último tiempo fuera de Green Bay con solo 16 segundos para terminar el partido para hablar con el entrenador Vince Lombardi y decidir que jugada utilizarían en la siguiente jugada. Starr quiso utilizar una jugada llamada sneak, y la respuesta de Lombardi fue: "Bueno, córrela, y larguémonos de aquí" ("Run it, and let's get the hell out of here!"). Algunos observadores (y jugadores de Dallas) esperaban que la siguiente jugada fuera un pase, ya que si lo completaban, ganaban el juego, y si era pase incompleto, pararían el reloj, permitiéndoles intentar una jugada final para intentar una anotación o un gol de campo; este último mandaría el partido a la prórroga. Pero la protección del quarterback al intentar lanzar el balón había sido muy pobre a lo largo del juego, y los últimos pases lanzados por Starr habían sido pases cortos y al nivel del suelo; bajo este traicionero fundamento, la alternativa del pase de anotación o el pase incompleto no era una garantía, pero Green Bay tenía otras opciones. Después de recibir el balón, Starr ejecutó un quarterback sneak siguiendo al centro Ken Bowman y al bloqueo del guardia Jerry Kramer sobre el tackle defensivo Jethro Pugh, anotando el touchdown de la victoria, para que el marcador final fuera de 21-17, ganando su tercer campeonato de la NFL (para la época, algo sin precedentes). Después Kramer admitiría que se movió para efectuar el bloqueo, antes de que el balón fuera centrado, lo cual se puede observar en la cinta de NFL Films de manera clara.
Varias fotografías de la jugada final muestran a Chuck Mercein con las manos en el aire. Mucha gente asumió que Mercein senalaba la anotación, pero no fue el caso.  Mercein pensó que iba a recibir el balón de Starr, y cuando se percató de que Starr correría un sneak, trató de detenerse. Levantó sus manos para mostrar a los oficiales (árbitros) que no empujó a Starr dentro del área de anotación, ya que se hubiera invalidado la anotación.
La jugada final fue seleccionada en las líneas laterales del campo de juego en una rápida conferencia entre Starr y Lombardi. Como fue reportado en el libro de 1999 When Pride Still Mattered: A Life of Vince Lombardi (Cuando el orgullo aún importaba: la vida de Vince Lombardi), de David Maraniss, el entrenador quería terminar el juego, de una forma o de otra, antes de que las condiciones climáticas empeoraran aún más, en vez de intentar un gol de campo. Por otro lado, el gol de campo en esas condiciones no era seguro tampoco; y si hubiera sido exitoso, hubiera mandado el juego a un agotador tiempo extra.  Narran en sus libros tanto Maraniss como Steve Cameron (The Packers!) que la jugada originalmente era una entrega a Mercein. Starr decidió, sin decirle a nadie, que mantendría el balón para evitar un balón suelto. Después de la anotación, los Packers debieron despejar el balón a los Cowboys, pero Dallas no pudo avanzar con el balón los segundos restantes, y Green Bay aseguró la victoria.
Green Bay Packers, 21; Dallas Cowboys, 17
Resumen del marcador
- GB - Pase de 8 yardas de Bart Starr a Boyd Dowler (extra de Chandler)
- GB - Pase de 46 yardas de Bart Starr a Boyd Dowler (extra de Chandler)
- DAL - Regreso de fumble de 7 yardas de George Andrie (extra de Villanueva)
- DAL - Gol de campo de 21 yardas de Villanueva
- DAL - Pase de 50 yardas de Dan Reeves a Lance Rentzel (extra de Villanueva)
- GB - Acarreo de 1 yarda de Bart Starr (extra de Chandler)

## Miembros del Salón de la Fama que participaron en este juego
Una de las razones por las que este juego es tan famoso en el ámbito del fútbol americano profesional es la cantidad de jugadores que después serían seleccionados para el Salón de la Fama del Fútbol Americano Profesional, así como por los entrenadores de ambos equipos.

### Futuros miembros del Salón de la Fama de Dallas
- Tex Schramm
- Tom Landry
- Bob Lilly
- Mel Renfro
- Rayfield Wright

### Futuros miembros del Salón de la Fama de Green Bay
- Vince Lombardi
- Bart Starr
- Forrest Gregg
- Willie Wood
- Willie Davis
- Ray Nitschke
- Henry Jordan
- Herb Adderley
- Jerry Kramer

### En inglés
- Packers fans take on chilling cold weather at Lambeau Field
- Pro Football Hall of Fame's description of the game
- The Associated Press story on the game
- ESPN's list of greatest NFL games, includes the Ice Bowl

- Esta obra contiene una traducción  derivada de «NFL Championship Game, 1967» de Wikipedia en inglés, publicada por sus editores bajo la Licencia de documentación libre de GNU y la Licencia Creative Commons Atribución-CompartirIgual 4.0 Internacional.

- Datos: Q746614